# أسورا

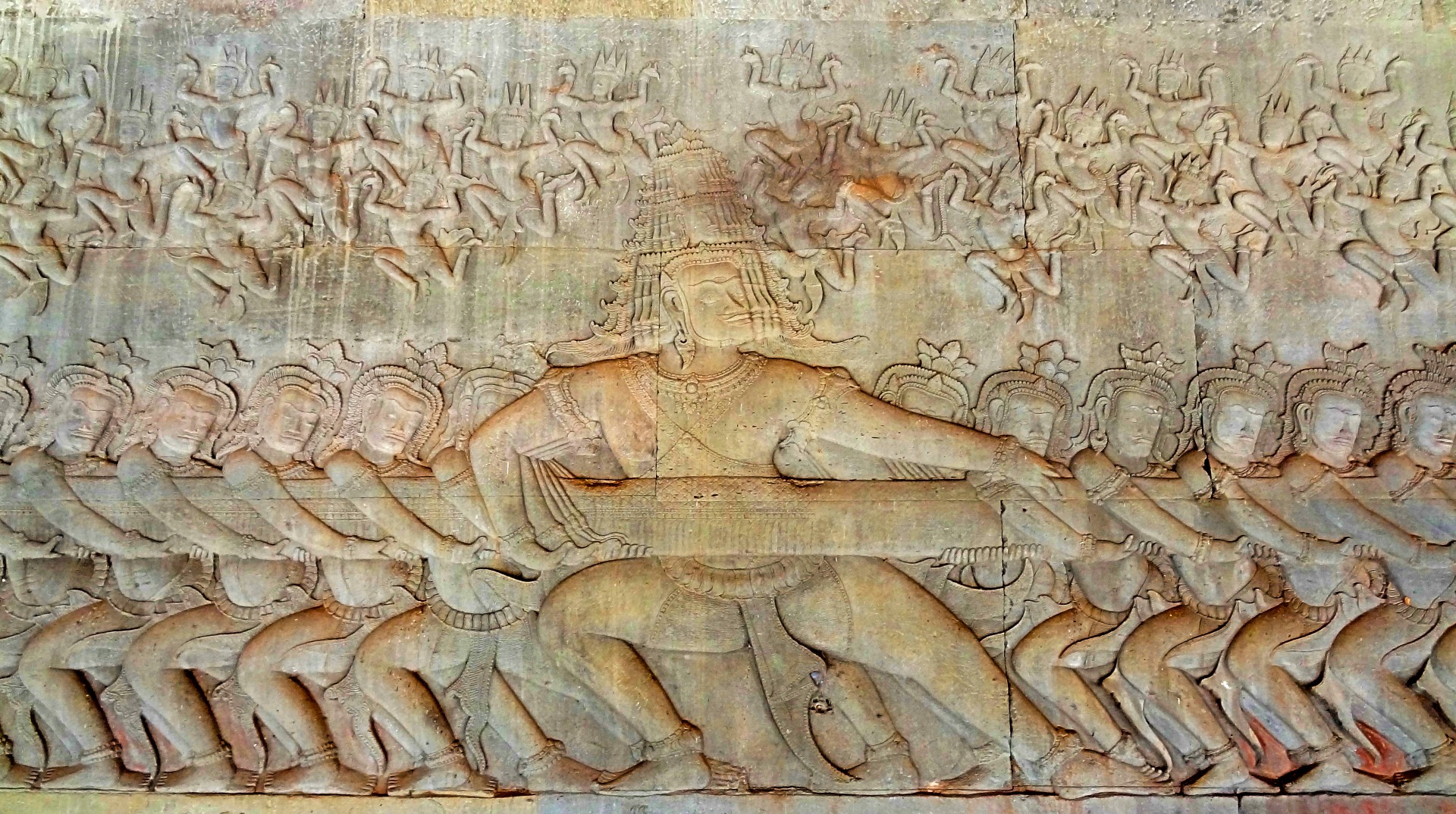
مجموعة من الأسورا على نقش سامودرا مانثانا البارز من معبد أنغكور وات

أسورا وجمعها أسورات أو آسورا (بالسنسكريتية: असुर)‏، (بالإنجليزية: للمفرد Asura، وللجمع Asuras)‏، هم طبقة من الكائنات تظهر في الديانات الهندية المختلفة. وقد وصفتهم الهندوسية بأنَّهم زُمَرٌ تبحث عن السلطة والقوة، وتربطهم صلة تضاد بالديفات ذوي الخير الذين يسمون "السورات، مفردها سورا". وعادة ما يُوصفون بالشياطين، ولكنهم ليسوا دائمًا بهذه الصفة، إذ إنَّ أصل الكلمة هو "المخلوق القوي". ولا ينفك الصراع والتضاد بينهم وبين الديفات (الأرباب) قائمًا، إذ قد تفوق قوتهم قوة الآلهة أحيانًا. على أنهم، من جهة أخرى، قد يعملون مع الآلهة من أجل هدف مُشترك. وفي السياق البوذي، يُترجم اسمهم أحيانًا إلى "جبابرة" أو "نصف إله" أو "من هو ضد الرب".
يوصف الأسورات في النصوص الهندوسية بأنهم أنصاف آلهة ذوو بأس وشدة وصفات جيدة أو سيئة. وفي الأدب الفيدي المبكر، يطلق على الأسورات الجيدون اسم آديتيا ويقودهم فارونا، بينما يطلق على المؤذين منهم اسم الدانافات ويقودهم فريترا. والأسورات هم جزء من الهندوسية إلى جانب كل من الديفات، والياكشات (أرواح الطبيعة)، والراكشاسا (كائنات أو شياطين شرسة تفترس الإنسان)، والبهوتات (أشباح) وغيرها من الكائنات الأخرى. وقد ظهر الأسورات في العديد من النظريات والأساطير الكونية في الهندوسية والبوذية.

## التأثيل
يتتبع مونييه ويليامز الجذور الاشتقاقية لكلمة أسورا (असुर) إلى الجذر أسو (असु)، والذي يعني حياة العالم الروحي أو الأرواح الماضية. وفي أقدم آيات طبقة سامهيتا من النصوص الفيدية، فإن الأسورات هي أي كائنات روحية وإلهية بما في ذلك أولئك الذين لديهم نوايا حسنة أو سيئة، وميول أو طبيعة بناءة أو مدمرة. وفي آيات لاحقة من طبقة سامهيتا من النصوص الفيدية، يقول مونييه ويليامز إن الأسورات هم "أرواح شريرة وشياطين ومعارضون للآلهة". أمَّا الفيلسوف البوذي من القرن الخامس بوذاغوزا، فيرى أن اسمهم مشتق من أسطورة هزيمتهم على يد الإله الحاكم ساكرا. فوفقا للقصة، جرد الأسورات من دولتهم في جنة ترايستريا لأنهم أصبحوا في حالة سكر، وألقوا بهم على جبل ميرو. بعد هذا الحادث، تعهدوا بعدم شرب شراب (السورا) مرة أخرى. وفي بعض الأدب البوذي، يشار إليهم أحيانا باسم بورفاديفا، والذي يعني "الآلهة القديمة".
وتشير كلمة أسورات إلى الشر الذي يخلق الفوضى، وذلك في الأساطير الهندية الإيرانية عن المعركة بين الخير والشر. وقد تتبع عالم الهنديات الفنلندي، أسكو باربولا، جذرًا اشتقاقيا آخر محتملا لكلمة أسورا وهو أسيرا (asera-) القادم من اللغات الأورالية، ويعني "السيد، الأمير".

## روابط خارجية
- The Basic Concept of Vedic Religion, FBJ Kuiper, History of Religions, Vol. 15, No. 2 (Nov., 1975), pages 107-120
- The Creation Myth of the Rig Veda, W Norman Brown, Journal of the American Oriental Society, Vol. 62, No. 2 (Jun., 1942), pages 85–98
- Asura Varuna, RN Dandekar, Annals of the Bhandarkar Oriental Research Institute, Vol. 21, No. 3/4 (1939–40), pages 157-191
- The Vedic Gods of Japan, S Kak (2004), (a discussion of Asuras in Japanese mythology)